# Отравления в госпитале Степпинг-Хилл (2011)
Инцидент с отравлением в больнице Степпинг-Хилл (англ. Stepping Hill) произошёл в июле 2011 году, когда в городе Стокпорт (Большой Манчестер, Англия) от переизбытка инсулина в крови скончались от 7 до 20 человек.

## Расследование
События начались в июле 2011 года, когда одна из медсестёр больницы заметила, что у нескольких пациентов был аномально низкий уровень сахара в крови. Исследование показало, что инсулин был загрязнён рядом солевых ампул и солевых капель, а это, как полагают, и снизило уровень сахара в крови у больных.
Инсулин — это гормон, вырабатываемый поджелудочной железой, который позволяет мышцам и клеткам организма поглощать глюкозу для получения энергии. Мозгу необходим постоянный запас глюкозы, чтобы он мог нормально функционировать. Поскольку инсулин снижает её уровень в крови, если имеется его переизбыток в кровообращении, то это может быстро привести к снижению уровня глюкозы, обычно известного как низкий уровень сахара в крови (или гипогликемия); что, как следствие, негативно влияет на функционирование мозга и центральной нервной системы. В запущенной стадии это может обернуться смертью. Так и случилось с тремя пациентами больницы Степпинг-Хилл.
Полиция считала, что больные были намеренно кем-то отравлены. Вскоре скончались ещё двое больных.
Смерти трёх пациентов — двух пожилых мужчин, Джорджа Крепа (84 года) и Арнольда Ланкастера (71 год), и женщины — Трейси Арден (44 года), — была приписана предполагаемому заражению. 21 июля было подтверждено, что смертельные случаи ещё двух пациентов были связаны с первыми, в результате чего количество смертей достигло пяти. Полиция объявила, что основной версией является загрязнение инсулином солевых растворов. В ходе расследования 60 детективов участвовали в определении того, как и когда были загрязнены солевые растворы. Между тем в больнице дежурили несколько вооруженных полицейских, которые должны были следить за назначением лекарств пациентам.

## Подозреваемые

### Ребекка Лейтон
20 июля правоохранительные органы подтвердили, что они арестовали 27-летнюю медсестру — Ребекку Джейн Лейтон, которая работала в больнице в палатах, где произошли смерти. Совет по сестринскому делу и акушерству открыл своё дело для проведения расследования после ареста девушки. 22 июля Лейтон предстала перед магистратским судом Манчестера. Ей было предъявлено обвинение в намерением поставить под угрозу жизнь пациентов, безрассудстве в отношении угрозы жизни и даже обвинение в краже. Она была заключена под стражу. 1 августа медсестра предстала перед судом уже Манчестерской Короны
Обвинения против Лейтон были сняты 2 сентября. Королевская прокуратура заявила, что «больше не имеет смысла» продолжать дело против неё. Доказательства, которые должны были появиться в поддержку обвинений, не были доступны. Назир Афзал, главный королевский прокурор Северо-Запада, сказал, что Лейтон было предъявлено обвинение на том основании, что «было обоснованное подозрение, что она совершила преступление, и имелись разумные основания полагать, что продолжающееся расследование предоставит дополнительные доказательства в ближайшее время». Впоследствии она наняла знаменитого публициста Макса Клиффорда, чтобы помочь реабилитировать девушку.
2 декабря стало известно, что Лейтон была уволена из больнице Стэпинг-Хилл. В тот же день выяснилось, что в настоящее время полиция расследует в общей сложности 19 умерших в больнице как возможных жертв отравления солевым раствором.

### Викторино Чуа
5 января 2012 года выяснилось, что смерть, которая произошла 31 декабря 2011 года, то есть после увольнения Лейтон, теперь также связана с расследованием. Правоохранители арестовали 46-летнего медбрата Викторино Чуа. Задержание произошло на основании утверждений, что погибший пациент якобы получил дополнительные лекарства. Арестованного также допрашивали о более ранних смертях. Он не был обвинён в совершении какого-либо преступления и был отпущен под залог полиции. К июлю 2012 года правоохранители заявили, что добились значительных успехов в расследовании, отметив о двадцать двух отравленых и семи погибших.
29 марта 2014 года Викторино Чуа был обвинён в убийствах Трейси Арден, Арнольда Ланкастера и Альфреда Дерека Уивера и других преступлениях, включая попытку отравления. Он был заключён под стражу, чтобы позже предстать перед магистратским судом Манчестера. 18 мая 2015 года Чуа был осуждён за убийство. Однако медбрат признан невиновным в смерти Арнольда Ланкастера, который страдал от неизлечимого рака, но был осужден за попытку причинения ему и двадцати другим пациентам тяжких телесных повреждений с намерением отравления. Чуа также признан виновным в восьми преступлениях, связанных с незаконным применением или причинением другим лицом каких-либо ядовитых или разрушительных или ядовитых вещей с целью причинения вреда, причинения вреда или раздражения, или попытки сделать это после умышленного изменения предписаний. Суд присяжных в Манчестерском королевском суде заседал одиннадцать дней. Чуа получил 25 пожизненных заключений и 35 лет, прежде чем сможет получить право на условно-досрочное освобождение